# Masapa
Masapa är en liten badort och en comarca vid Stilla havet i sydvästra Nicaragua. Den ligger i kommunen Diriamba i departementet Carazo. Comarcan, som sträcker sig sex kilometer längs Stillahavskusten, har 113 invånare (2005).